# Gymnopithys
Gymnopithys és un gènere d'ocells de la família dels tamnofílids (Thamnophilidae). Agrupa espècies natives de l'Amèrica tropical (Neotròpic), les àrees de distribució de les quals es troben des de la costa caribenya d'Hondures, per Amèrica Central i del Sud, fins a l'oest de l'Equador pel pendent del Pacífic, i pel pendent oriental fins al nord-est del Perú i nord-oest de l'Amazònia brasilera, i cap a l'est fins a les Guaianes.

## Descripció
Els formiguers d'aquest gènere fan entre 14 i 15 cm de longitud, són grassonets i de cua curta. Són trobats àmpliament en selves humides de terres baixes i són els més nombrosos entre els seguidors especialitzats de formigues legionàries. Exhibeixen una peculiar àrea periocular nua de color blavós.

## Taxonomia
El gènere Gymnopithys va ser introduït per l'ornitòleg francès Charles Lucien Bonaparte el 1857 amb el formiguer gorja-rogenc com a espècie tipus. El nom Gymnopithys combina el grec antic «gumnos» que significa “nu” amb el nom del gènere de formiguers Pithys que va ser erigit per l'ornitòleg francès Louis Pierre Vieillot el 1818. El formiguer galtablanc i el formiguer bicolor es consideraven anteriorment com a coespecífics. Es van dividir en espècies separades basant-se en els resultats d'un estudi genètic publicat el 2007 que va trobar que la formi
El gènere incloïa anteriorment el formiguer gorjablanc i el formiguer llunat, però quan un estudi filogenètic molecular publicat el 2014 va trobar que Gymnopithys era polifilètic, aquestes dues espècies es van traslladar a un nou gènere Oneillornis per crear gèneres monofilètics.
Segons la Classificació del Congrés Ornitològic Internacional (versió 14.2, 2024) aquest gènere està format per 3 espècies:
- Gymnopithys bicolor - formiguer bicolor.
- Gymnopithys leucaspis - formiguer galtablanc.
- Gymnopithys rufigula - formiguer gorja-rogenc.